# Vårtjärnen (Malå socken, Lappland)
Vårtjärnen är en sjö i Malå kommun i Lappland och ingår i Skellefteälvens huvudavrinningsområde. Sjön har en area på 0,0532 kvadratkilometer och ligger 321,3 meter över havet.

## Delavrinningsområde
Vårtjärnen ingår i det delavrinningsområde (724170-162908) som SMHI kallar för Inloppet i Malåträsket. Medelhöjden är 331 meter över havet och ytan är 14,3 kvadratkilometer. Räknas de 25 avrinningsområdena uppströms in blir den ackumulerade arean 419,66 kvadratkilometer. Malån som avvattnar avrinningsområdet har biflödesordning 2, vilket innebär att vattnet flödar genom totalt 2 vattendrag innan det når havet efter 155 kilometer. Avrinningsområdet består mestadels av skog (86 procent). Avrinningsområdet har 1,16 kvadratkilometer vattenytor vilket ger det en sjöprocent på 8,1 procent.